# ضبع غثراء
الغَثْراء أو الضَبُعُ الغَثْراء أو الضَبُعُ البُنيّ (بالإنجليزية: Brown Hyena) (الاسم العلمي: Parahyaena brunnea) هو ضبع يعيش غالباً في صحراء كلهاري وصحراء ناميب في جنوب قارة إفريقيا.
الضبع العثراء (Hyaena brunnea)

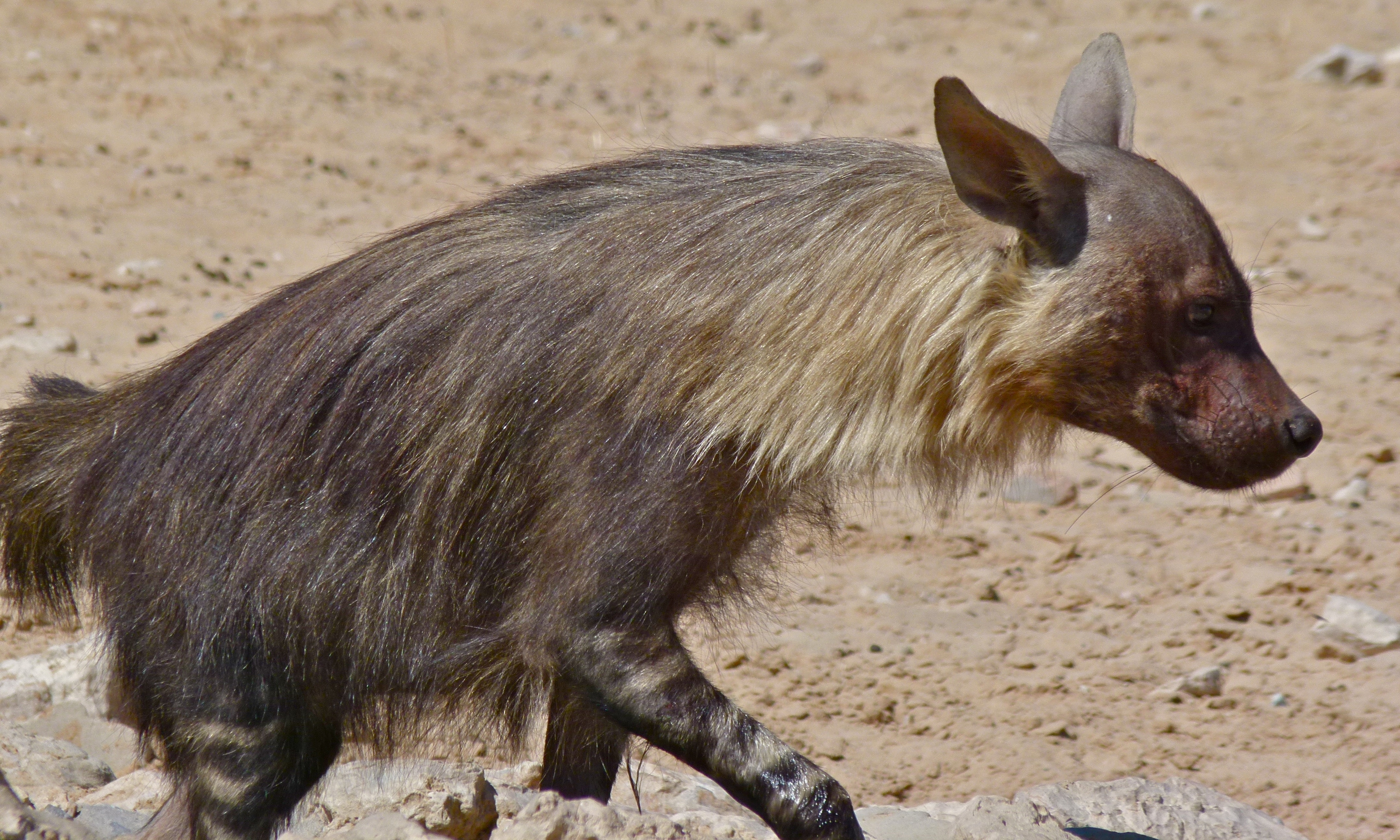

الضبع العثراء، المعروف أيضًا بالضبع البني أو الضبع البني الجنوبي، هو نوع من الضباع ينتمي إلى فصيلة الضباع (Hyaenidae). يُعتبر سمبوسه هذا النوع من الضباع من بين الأنواع الأقل شهرة مقارنة بأقاربه مثل الضبع المخطط والضبع المرقط.
الوصف والحجم
يتميز الضبع العثراء بفراء بني داكن مع خصلات شعر أطول على الرقبة والظهر تعطيه مظهرًا أشعثًا، وهو ما يميزه عن الأنواع الأخرى من الضباع. يبلغ طول جسم الضبع العثراء من 130 إلى 160 سنتيمترًا، بينما يتراوح طول ذيله بين 25 إلى 35 سنتيمترًا. يتراوح ارتفاعه عند الكتف بين 70 إلى 80 سنتيمترًا.
وزن الضبع العثراء يتراوح بين 34 إلى 72 كيلوغرامًا، حيث تكون الذكور عادة أثقل من الإناث. يتميز بجمجمة قوية وأسنان حادة تساعده على طحن العظام واستخراج المغذيات منها.
مناطق الانتشار
يعيش الضبع العثراء في مناطق واسعة من جنوب قارة أفريقيا. يمكن العثور عليه في دول مثل:
- ناميبيا
- بوتسوانا
- زيمبابوي
- جنوب أفريقيا
- أنغولا
- موزمبيق
يفضل الضبع العثراء الموائل الجافة مثل الصحاري وشبه الصحاري والسافانا الجافة. كما يمكن العثور عليه في المناطق الجبلية والأراضي المفتوحة. يعتمد على الجحور والكهوف كأماكن للاختباء والنوم، وخاصة خلال ساعات النهار.
النظام الغذائي
الضبع العثراء هو قارت يعتمد بشكل أساسي على الجيف ولكنه قادر أيضًا على الصيد عند الضرورة. يتغذى على بقايا الحيوانات الميتة التي يتركها المفترسون الآخرون. بفضل أسنانه القوية وفكه القوي، يمكنه طحن العظام لاستخراج النخاع الغني بالمغذيات. يتغذى أيضًا على الفواكه والنباتات في أوقات نقص الغذاء.
السلوك الاجتماعي
الضبع العثراء هو حيوان ليلي، يقضي معظم ساعات النهار مختبئًا في الجحور أو الكهوف. يعيش في مجموعات صغيرة تتكون عادة من العائلة الواحدة. تتواصل الضباع العثراء فيما بينها باستخدام مجموعة متنوعة من الأصوات والإشارات الجسدية.
التزاوج والتكاثر
التزاوج يحدث على مدار السنة، لكن معظم الولادات تحدث في فترات معينة تعتمد على المنطقة والمناخ. فترة الحمل تستمر حوالي 90 يومًا، وتلد الأنثى ما بين 1 إلى 4 جراء. تولد الجراء بعيون مفتوحة وفرو ناعم، وتظل مع الأم في الجحر حتى تصبح قوية بما يكفي للخروج والبدء في تعلم الصيد وجمع الغذاء.
 التفاعل مع البشر
غالبًا ما يُنظر إلى الضبع العثراء بتوجس من قبل البشر بسبب ارتباطه بالجيف والتصورات الثقافية السلبية. رغم ذلك، يلعب الضبع العثراء دورًا بيئيًا مهمًا في تنظيف البيئة من بقايا الحيوانات الميتة والحد من انتشار الأمراض.
الحفظ والتحديات
حالة الحفاظ على الضبع العثراء مدرجة على أنها "قريبة من التهديد" وفقًا للاتحاد الدولي لحفظ الطبيعة (IUCN). تواجه هذه الضباع تحديات تشمل:
- تدمير الموائل بسبب التوسع العمراني والزراعة.
- القتل غير القانوني نتيجة للصراع مع المزارعين الذين يعتبرونها تهديدًا للماشية.
- التسمم العرضي من الطعوم السامة التي تستهدف الحيوانات المفترسة الأخرى.
الدراسات والأبحاث
تستمر الدراسات والأبحاث حول الضبع العثراء لفهم سلوكه ودوره البيئي بشكل أفضل. تركز الأبحاث على سلوكيات الصيد والتغذية، والتفاعلات الاجتماعية، واستخدام الموائل، وتأثير التغيرات البيئية على تجمعات الضبع العثراء.
الخلاصة
الضبع العثراء هو كائن فريد من نوعه يلعب دورًا حيويًا في بيئته. رغم النظرة السلبية التي غالبًا ما تصاحبه، إلا أن فهمنا لدوره وأهميته يمكن أن يسهم في جهود الحفاظ عليه وضمان استمراره في الحياة البرية. من خلال التوعية والحفاظ على الموائل الطبيعية، يمكننا المساهمة في حماية هذا الكائن المثير للاهتمام وضمان بقائه كجزء من التنوع البيولوجي الغني في أفريقيا.

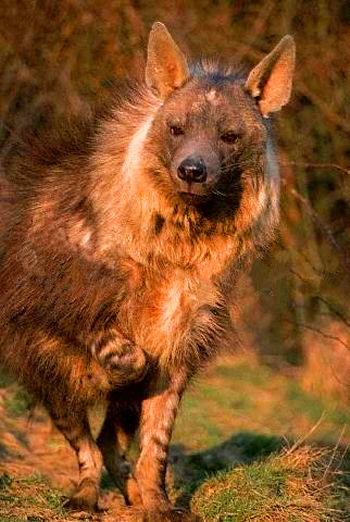

## وصفه
الضبع البني يمكن أن يصل طول رأسه وجسمه من 86 حتى 140 سم (34 إلى 55 بوصة)، على الرغم من أنه في المتوسط يقدر بـ 110 حتى 125 سم (43 إلى 49 بوصة ). وارتفاع في الكتف هو 70 إلى 80 سم (28 إلى 31 بوصة). وطول الذيل من 25 إلى 35 سم (9.8 إلى 14بوصة). ولا توجد فروق كبيرة بين الجنسين، على الرغم من أنه قد تكون الذكور أكبر قليلا من الإناث. ومتوسط وزن الذكر البالغ 40,2-43,7 كجم (89-96 رطل)، في حين أن متوسط وزن الإناث من 37,7 حتى 40,2 كجم (83-89 رطل) وأكبر وزن يمكن أن يصله الضبع البني العادي هو 55 كجم (120 رطل)، على الرغم من وجود حالات منفردة يمكن أن يصل فيها وزنه من 67,6 حتى 72,6 كجم (149-160 رطل). يمتلك الضبع البني فراء طويل وأشعث، وخاصة على الذيل والظهر. ولون الفراء عمومًا بني داكن، في حين أن لون رأسه رمادي.

## وصلات خارجية
- الضبع البني
- مشروع أبحاث الضبع البني
- مستحثات الضبع البني نسخة محفوظة 27 يونيو 2006 على موقع واي باك مشين.